# Seznam medailistů na mistrovství Evropy v běhu na 1 500 m
Toto je kompletní seznam medailistů v běhu na 1 500 m  na mistrovství Evropy v atletice mužů od roku 1934 do současnosti.

## Muži
| Rok  | Místo     | Zlato                            | Výkon vítěze                     | Stříbro                          | Bronz                            |
| ---- | --------- | -------------------------------- | -------------------------------- | -------------------------------- | -------------------------------- |
| 1934 | Turín     | Luigi Beccali                    | 3:54,6                           | Miklós Szabó                     | Roger Normand                    |
| 1938 | Paříž     | Sydney Wooderson                 | 3:53,6                           | Joseph Mostert                   | Luigi Beccali                    |
| 1946 | Oslo      | Lennart Strand                   | 3:48,0                           | Henry Eriksson                   | Erik Jørgensen                   |
| 1950 | Brusel    | Willem Slijkhuis                 | 3:47,2                           | Patrick El Mabrouk               | Bill Nankeville                  |
| 1954 | Bern      | Roger Bannister                  | 3:43,8                           | Gunnar Neilsen                   | Stanislav Jungwirth              |
| 1958 | Stockholm | Brian Hewson                     | 3:41,9                           | Dan Waern                        | Ron Delany                       |
| 1962 | Bělehrad  | Michel Jazy                      | 3:40,9                           | Witold Baran                     | Tomáš Salinger                   |
| 1966 | Budapešť  | Bodo Tümmler                     | 3:41,9                           | Michel Jazy                      | Harald Norpoth                   |
| 1969 | Athény    | John Whetton                     | 3:39,4                           | Frank Murphy                     | Henryk Szordykowski              |
| 1971 | Helsinky  | Francesco Arese                  | 3:38,4                           | Henryk Szordykowski              | Brendan Foster                   |
| 1974 | Řím       | Klaus-Peter Justus               | 3:40,6                           | Tom Birger Hansen                | Thomas Wessinghage               |
| 1978 | Praha     | Steve Ovett                      | 3:35,59                          | Eamonn Coghlan                   | Dave Moorcroft                   |
| 1982 | Athény    | Steve Cram                       | 3:36,49                          | Nikolaj Kirov                    | José Manuel Abascal              |
| 1986 | Stuttgart | Steve Cram                       | 3:41,09                          | Sebastian Coe                    | Han Kulker                       |
| 1990 | Split     | Jens-Peter Herold                | 3:38,25                          | Gennaro Di Napoli                | Mário Silva                      |
| 1994 | Helsinky  | Fermín Cacho                     | 3:35,27                          | Isaac Viciosa                    | Branko Zorko                     |
| 1998 | Budapešť  | Reyes Estévez                    | 3:41,31                          | Rui Silva                        | Fermín Cacho                     |
| 2002 | Mnichov   | Mehdi Baala                      | 3:45,25                          | Reyes Estévez                    | Rui Silva                        |
| 2006 | Göteborg  | Mehdi Baala                      | 3:39,02                          | Ivan Heško                       | Juan Carlos Higuero              |
| 2010 | Barcelona | Arturo Casado                    | 3:42,74                          | Carsten Schlangen                | Manuel Olmedo                    |
| 2012 | Helsinky  | Henrik Ingebrigtsen              | 3:46,20                          | Florian Carvalho                 | David Bustos                     |
| 2014 | Curych    | Mahiedine Mekhissi-Benabbad      | 3:45,60                          | Henrik Ingebrigtsen              | Chris O'Hare                     |
| 2016 | Amsterdam | Filip Ingebrigtsen               | 3:46,65                          | David Bustos                     | Henrik Ingebrigtsen              |
| 2018 | Berlín    | Jakob Ingebrigtsen               | 3:38,10                          | Marcin Lewandowski               | Jake Wightman                    |
| 2020 | Paříž     | zrušeno kvůli pandemii covidu-19 | zrušeno kvůli pandemii covidu-19 | zrušeno kvůli pandemii covidu-19 | zrušeno kvůli pandemii covidu-19 |
| 2022 | Mnichov   | Jakob Ingebrigtsen               | 3:32,76                          | Jake Heyward                     | Mario García                     |
| 2024 | Řím       | Jakob Ingebrigtsen               | 3:31,95 RM                       | Jochem Vermeulen                 | Pietro Arese                     |

## Ženy
- Toto je kompletní seznam medailistek v běhu na 1 500 m  na mistrovství Evropy v atletice žen od roku 1969 do současnosti.

| Rok  | Místo     | Zlato                            | Výkon vítěze                     | Stříbro                          | Bronz                            |
| ---- | --------- | -------------------------------- | -------------------------------- | -------------------------------- | -------------------------------- |
| 1969 | Athény    | Jaroslava Jehličková             | 4:10,7                           | Mia Gommersová                   | Paola Pigniová                   |
| 1971 | Helsinky  | Karin Burneleitová               | 4:09,6                           | Gunhild Hoffmeisterová           | Ellen Tittelová                  |
| 1974 | Řím       | Gunhild Hoffmeisterová           | 4:02,25                          | Liljana Tomovová                 | Grete Andersenová                |
| 1978 | Praha     | Giana Romanovová                 | 3:59,01                          | Natalia Marasescuová             | Totka Petrovová                  |
| 1982 | Athény    | Olga Dvirna                      | 3:57,80                          | Zamira Zajcevová                 | Gabriella Dorio                  |
| 1986 | Stuttgart | Ravilja Agletdinovová            | 4:01,19                          | Taťána Dorovskichová             | Doina Melinteová                 |
| 1990 | Split     | Snežana Pajkićová                | 4:08,12                          | Ellen Kiesslingová               | Sandra Gasserová                 |
| 1994 | Helsinky  | Ljudmila Rogačovová              | 4:18,93                          | Kelly Holmesová                  | Jekatěrina Podkopajevová         |
| 1998 | Budapešť  | Světlana Mastěrkovová            | 4:11,91                          | Carla Sacramentová               | Anita Weyermannová               |
| 2002 | Mnichov   | Süreyya Ayhanová                 | 3:58,79                          | Gabriela Szabóová                | Taťjana Tomašovová               |
| 2006 | Göteborg  | Taťjana Tomašovová               | 3:56,91 RM                       | Julija Čiženková                 | Daniela Jordanovová              |
| 2010 | Barcelona | Nuria Fernándezová               | 4:00,20                          | Hind Dehibaová                   | Natalia Rodríguezová             |
| 2012 | Helsinky  | Nuria Fernándezová               | 4:08,80                          | Diana Sujewová                   | Tereza Čapková                   |
| 2014 | Curych    | Sifan Hassanová                  | 4:04,18                          | Abeba Aregawiová                 | Laura Weightmanová               |
| 2016 | Amsterdam | Angelika Cichocka                | 4:33,00                          | Sifan Hassanová                  | Ciara Mageean                    |
| 2018 | Berlín    | Laura Muirová                    | 4:02,32                          | Sofia Ennaoui                    | Laura Weightmanová               |
| 2020 | Paříž     | zrušeno kvůli pandemii covidu-19 | zrušeno kvůli pandemii covidu-19 | zrušeno kvůli pandemii covidu-19 | zrušeno kvůli pandemii covidu-19 |
| 2022 | Mnichov   | Laura Muirová                    | 4:01,08                          | Ciara Mageeanová                 | Sofia Ennaouiová                 |
| 2024 | Řím       | Ciara Mageeanová                 | 4:04,66                          | Georgia Bellová                  | Agathe Guillemotová              |